# Stårup Hovedgård
Stårup Hovedgård eller Staarupgaard er en hovedgård i Højslev Sogn, i det tidligere Fjends Herred, Viborg Amt, nu 	Skive Kommune, Region Midtjylland. Gården ligger vest for Højslev ca. 1½ km øst for Skive Fjord. Gården er omgivet af voldgrave og der er spor af volde. Den fredede hovedbygning består af én fløj i to etager, med høje hvælvede kældre fra 1300-tallet. Selve bygningen er opført af rigsråd Bjørn Kaas omkring 1554 af munkesten. Den er nu hvidkalket. Der har formentlig været et tårn og en sidefløj mod nord, som blev nedrevet i 1800-tallet. 
I dag er der ca. 10 td. park og skov omkring den gamle hovedbygning.
I midten af 1700-årene var godsets tilliggende ca. 2.500 ha. Omkring år 1800 bortsolgtes alt fæstegods og gennem 1900-årene reduceredes jordtilliggendet drastisk. De sidste 125 td. landbrugsjord blev udstykket til statshusmandsbrug i 1952.
Spøgelset på Stårup Hovedgaard
Spøgelser og genfærd hører til på de fleste gamle herregårde. Således også på Staarup Hovedgaard. Vort mest berømte genfærd er "den grå dame", Birgitte Rosenkrantz, som Christian 4. lod halshugge i 1603. Birgitte Rosenkrantz var enke efter Bjørn Kaas og fik et seksuelt forhold til hans nevø Niels Kaas, hvilket resulterede i at Birgitte fødte to børn. Birgitte blev halshugget i 1603, dømt for "blodskam". Uden at de var familie med hinanden.
Ejerrække
- (1364-1410)  Jep Lavesen
- (1410-?)        Lave Jepsen
- (?-1499)        Jens Nielsen Kaas
- (1499-1531)  Mogens Kaas
- (1499-1535)  Niels Kaas
- (1535-1539)  Anne Bjørnsdatter, gift Kaas
- (1539-1581)  Bjørn Kaas
- (1581-1597)  Niels Kaas
- (1597-1616)  Albert Rostrup
- (1616-1648)  Gunde Rostrup
- (1648-1648)  Helvig Kaas
- (1648-1653)  Elsebe Dorte Rostrup
- (1648-1653)  Sophie Rostrup
- (1653-1682)  Hans Juul
- (1682-?)        Henrik Friis
- (?-1708)        Frederik Christian Holck
- (1708-1747)  Lisbeth Friis
- (1747-1757)  Frederik Berregaard
- (1757-1760)  Frederikke Henriette v. Bünau, gift Berregaard
- (1760-1763)  Jakob Lerche
- (1763-1768)  Hans Henrik Jørgensen
- (1768-1782)  Hans Christian Moldrup
- (1782-1786)  Jørgen Ditlev Trampe
* (1786-1794)  Chr. Kondrup
- (1794-1804)  Bagge Lihme
- (1804-1809)  Christen Friis
- (1809-1821)  Morten Sommer
- (1821-1822)  Christen Friis' sønner
- (1822-1830)  Mads Refsgaard
- (1830-1855)  F. V. Bering
- (1855-1867)  Lucas Peter von Bretton
- (1867-1870)  Nørrejysk Hypothekforening
- (1870-1881)  L. Madsen
- (1881-1904)  Gebhart Kaas
- (1904-1907)  Niels Kaas
- (1907-1918)  A. P. Jørgensen
- (1918-1926)  Chr. Pedersen
- (1926-1940)  Christian Rasmussen
- (1940-1952)  C. S. Jensen
- (1952-1955)  Statens Jordlovsudvalg
- (1955-1962)  A. Paalmann
- (1962-1988)  Holger Diedrichsen
- (1988-2004)  Lis Messmann og Jørgen Kaasfeldt Bram
- (2004-2016)  Lis Messmann (enke efter Jørgen Kassfeldt Bram)
- (2016-)          Linda Marie Therese Bååth

I 1980'erne var Stårup Hovedgård meget  forfaldent, men en storstilet restaurering har nu genrejst de flotte bygninger.

## Eksterne kilder og henvisninger
- Trap Danmark, Viborg Amt . 5. udgave 1925

56°35′11″N 9°6′41″Ø / 56.58639°N 9.11139°Ø